# 大西麻恵
大西 麻恵（おおにし あさえ、1983年11月16日 - ）は京都府城陽市出身のタレント、女優。
京都府立城陽高等学校卒業。愛称は「アーサー」、「アサブー」。

## 人物・来歴
- 特技は水泳・乗馬・書道八段。身長164cm。
- 2000年、TBSドラマ「君のままで」でデビュー。その後、数々のドラマで活躍し、2004年10月より順次公開された映画「1リットルの涙」で主役・木藤亜也役を演じ、映画初主演を果たす。
- 2006年から雑誌・Mac Fanの「ファイルメーカー選手権」審査員を務めている。
- 2009年3月19日に自身のブログで結婚を発表した。現在は一児の母である[1]。
- 現在フリーで2009年9月1日に個人ブログ 「wishes fulfiiled life」を開始した。
- 2010年に、オリジナルショップ『FUNNY SMILE』を立ち上げる[1]。

## 出演

### テレビドラマ
- 君のままで（TBS）
- 朝の連続テレビ小説 てるてる家族（NHK）
- どこイク（毎日放送）
- 暴れん坊将軍（テレビ朝日）
- 朝の連続テレビ小説 ほんまもん（NHK）
- 金曜時代劇 はんなり菊太郎（2002年〜、NHK）
- かるたクイーン（NHK）
- ドラマ愛の詩 パパ・トールド・ミー（NHK）
- ほんとにあった怖い話（フジテレビ）
- ファンタズマ〜呪いの館〜（2004年7月〜9月、テレビ東京）
- 愛のソレア（2004年9月〜12月、フジテレビ）
- 仮面ライダー響鬼（テレビ朝日）
- ボイスレコーダー〜残された声の記録〜ジャンボ機墜落20年目の真実（2005年8月12日、TBS） - 高濱洋子 役
- 1リットルの涙（フジテレビ 2005年） - 及川明日美 役
- うまくら!(グリーンチャンネル)
- 土曜ワイド劇場(テレビ朝日)
  - 橘京子の調査報告書（2005年10月15日） - 吉澤亜紀 役
  - 温泉若おかみの殺人推理（2008年6月28日） - 藤崎ユミ 役
- Happy Birthday (2005年、NETCINEMA.TV) [2]
- 剣客商売スペシャル「女用心棒」（2006年、フジテレビ） - お雪 役
- サプリ（2006年、フジテレビ）
- 地獄少女 第2話（2006年、日本テレビ）ゲスト
- 警視庁捜査一課9係 3 第1話（2008年） - 小笠原雪乃（看護師）役

### 映画
- 1リットルの涙（2004年、監督：岡村力） - 木藤亜也 役
- 妄想少女/妄想少女2（2005年、監督：荒木憲司）
- MAMAN ママーン（2005年、監督：秋原正俊）
- ただ、君を愛してる（2006年、監督：新城毅彦） - 矢口由香 役
- キャラウェイ（2007年4月7日公開、監督：日高尚人）
- Beauty うつくしいもの（2008年5月10日公開、監督：後藤俊夫） - 桂木久子 役

### CM
- アイボン・姉妹篇(小林製薬)
- ナンバーディスプレイ・郷愁編(NTT西日本)
- ナンバーディスプレイ・箱の中身編(NTT西日本)
- ガスで暮らしを変えようキャンペーン(静岡ガス)

## DVD
- 「BlueBird」-リバプール